# Murray Sugar Free Cookies

Logo della Murray Sugar Free Cookies

Murray Sugar Free Cookies è un marchio commerciale statunitense, di proprietà dell'azienda italiana Ferrero, che identifica una linea di prodotti dolciari, generalmente a base di biscotti senza zucchero.

## Storia
I Murray Sugar Free Cookies furono una linea di biscotti senza zucchero prodotta dalla Murray Biscuit Company, un'azienda statunitense fondata nel 1941 ad Augusta, nello stato della Georgia, da John L. Murray, un rappresentante commerciale che accettò una macchina per fare biscotti come pagamento per un debito di 500 dollari. L’impresa avviò così l’attività di produzione di biscotti a ridotto contenuto calorico.
Nel corso dei decenni, l’azienda sviluppò una reputazione come produttrice di snack da forno adatti a persone con esigenze dietetiche particolari. A partire dagli anni Novanta introdusse una linea di biscotti senza zuccheri aggiunti, dolcificati con sostanze alternative come il maltitolo, il sorbitolo, il sucralosio e l’acesulfame K. La linea fu promossa con lo slogan: "Taste so great you'll never know they're sugar free" ("Così buoni che non ti accorgerai che sono senza zucchero").
Nel 1965 la Murray Biscuit Company venne acquisita dalla Beatrice Foods Company. Successivamente, la Beatrice cedette la proprietà della Murray Biscuit Company alla President Baking Company, con sede ad Atlanta, che divenne così il nuovo proprietario del marchio Murray. Nel 1998 la President Baking Company venne acquisita dalla Keebler Foods per 450 milioni di dollari, permettendo a Keebler di espandere la propria presenza nel mercato del sud-est degli Stati Uniti grazie alla rete di distribuzione di President Baking.
Successivamente, nel 2001, la Kellogg Company acquisì la Keebler Company, includendo nel proprio portafoglio anche la Murray Biscuit Company e i suoi prodotti, tra cui i biscotti Murray Sugar Free.
Il 1º aprile 2019, la Kellogg annunciò la vendita della Murray Biscuit Company, insieme ad altri marchi di biscotti come Keebler e Famous Amos, al gruppo italiano Ferrero. L’acquisizione fu completata il 29 luglio 2019 per un valore complessivo di circa 1,4 miliardi di dollari.

## Linee e prodotti
I Murray Sugar Free Cookies sono prodotti in diverse varianti, tra cui Chocolate Chip, Chocolate Chip & Pecan, Shortbread, Pecan Shortbread e Oatmeal.